# عبد المنعم حسين
عبد المنعم مصطفى حسين (مواليد 1952) هو لاعب ومدير كرة قدم سوداني سابق، والمدير الفني للاتحاد الأفريقي لكرة القدم منذ عام 2003. لعب في الفترة من 1973 إلى 1983 في الأهلي، وكان يُلقب بشطة.
كلاعب:
1970-1972: التحرير (السودان)
1973-1983: الأهلي (مصر)
كمدرب:
1983-2003: الأهلي (مصر) - جميع الفئات العمرية بينما كان الفريق الأول من 92 إلى 95.
أصبح عبد المنعم حسين المعروف باسم "شطة"، أحد الشخصيات الرئيسية في تطوير ودراسة كرة القدم في إفريقيا. مدير تطوير كرة القدم في الاتحاد الأفريقي لكرة القدم، بدأ التدريب لأول مرة بعد تقاعده كلاعب من الأهلي المصري عام 1984. لعب خلال السبعينات وأوائل الثمانينات كلاعب وسط دفاعي وفاز ببطولة الدوري المصري وكأس مصر أكثر من 10 مرات، وكذلك دوري أبطال أفريقيا. كما تم اختياره كأفضل لاعب وسط دفاعي في مصر خلال السبعينيات.
يشغل حسين منذ عام 2003 منصب المدير الفني للاتحاد الإفريقي لكرة القدم، ويدير دورات للمدربين ويقود نظام التراخيص للاتحاد. وهو مسؤول عن مجموعة الدراسة الفنية لكأس الأمم الأفريقية والمسابقات الأخرى، كما أنه مسؤول عن تطوير كرة القدم التحكيمية، وكرة الصالات والسيدات في إفريقيا.
ولد في السودان ولكنه يقيم في مصر منذ عام 1973، أنهى دراسته الجامعية كمهندس إلكتروني عام 1979 من جامعة القاهرة. ساعد حسين في إطلاق نظام الترخيص للمدربين الأفارقة، وساعدته حياته المهنية كمهندس على استخدام مواد الوسائط المتعددة وتسهيل أقراص DVD والمواد السمعية والبصرية لجميع الأقسام الفنية في جميع الاتحادات الأعضاء.

## روابط خارجية
- عبد المنعم حسين تمهيدا - فيفا.كوم